# Distretto di Durazzo
Il distretto di Durazzo (in albanese: Rrethi i Durrësit) era uno dei 36 distretti amministrativi dell'Albania.
La riforma amministrativa del 2015 ha suddiviso il territorio dell'ex-distretto in 2 comuni: Durazzo e Shijak.

## Geografia antropica

### Suddivisioni amministrative
Il distretto comprendeva 4 comuni urbani e 6 comuni rurali.

#### Comuni urbani
- Durazzo (in albanese Durrës)
- Manëz (Manze)
- Shijak
- Sukth

#### Comuni rurali
- Gjepalaj (Gjepelaj)
- Ishëm
- Katund i Ri (Katundi I Ri)
- Maminas
- Rrashbull (Rashbull)
- Xhafzotaj (Xhafzote)